# バナナケチャップ

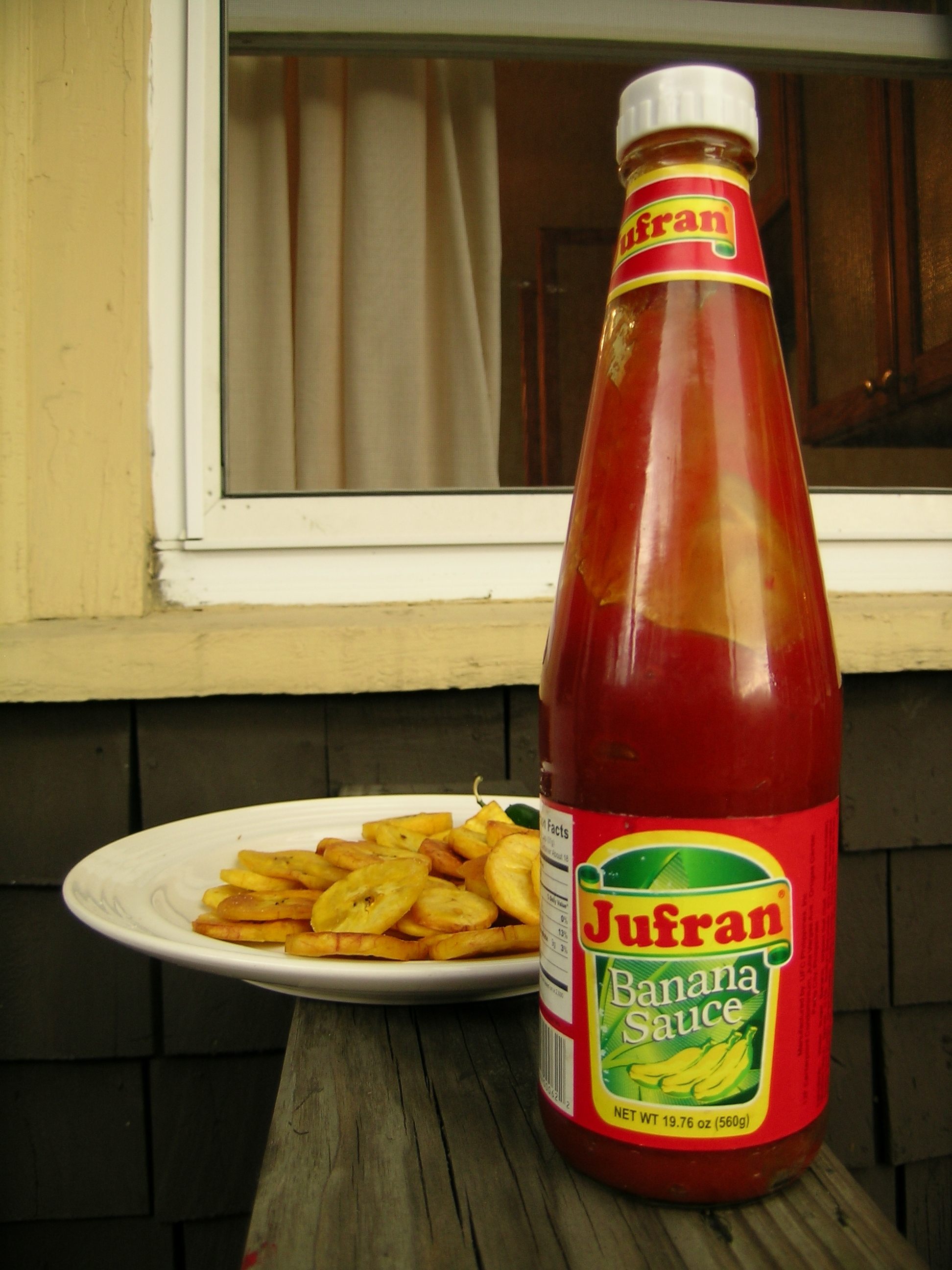
「ジュフラン・バナナソース」はフィリピンのパシッグで製造されているバナナケチャップの商品名である。プランテンのトストーネに添えられている。

バナナケチャップ(Banana ketchup)またはバナナソース(Banana sauce)は、フィリピンではポピュラーなフルーツケチャップである。すりつぶしたバナナに砂糖、ビネガー、スパイスを加えてつくられる。本来の色は茶色がかった黄色であるが、トマトケチャップに見た目を似せるために赤い着色料が入ることが多い。第二次世界大戦中にフィリピンでトマトケチャップ不足が起きた時に、トマトに代わって比較的生産量の高いバナナを使い、バナナケチャップがつくられるようになった。

## 使い方
フィリピンの一般家庭では、様々な料理にバナナケチャップが使われている。オムレツ（「トルタ」という）のほか、例えばホットドッグ、ハンバーガー、揚げ物、魚料理、炭火を使った豚肉のバーベキュー、焼き鳥、フライドチキンなどの肉料理である。
フィリピン人が一定程度いる国や地域であれば製品が輸出されている。例えば、アメリカ、スペイン、カナダ、イギリス、サウジアラビア、クウェート、香港、フランス、スイス、オーストラリア、ニュージーランド、アラブ首長国連邦などである。

## 歴史
フィリピン人の食品技術者であるマリア・オロサは、バナナケチャップを使った料理法を発明した人物として名前が残っている。
1942年、バナナケチャップはマグダロ・Ｖ・フランシスコ卿によって初めて商業規模で大量生産が行われた。彼は自分の名前をもじって「マフラン」というブランドを創設し、特許庁に登録を行った。さらに事業拡大のためにティルソ・Ｔ・レジェスから資金を募って、1960年にユニバーサル・フード・コーポレーション(UFC)を立ち上げている。